# Sent Ibarç (Corresa)
Sanch Ibarch (en francès Saint-Ybard) és un municipi francès situat al departament de la Corresa i a la regió de la Nova Aquitània.

## Demografia
| 1962                                       | 1968 | 1975 | 1982 | 1990 | 1999 | 2007 |
| ------------------------------------------ | ---- | ---- | ---- | ---- | ---- | ---- |
| 700                                        | 770  | 703  | 660  | 591  | 590  | 529  |
| Des de 1962: població sense dobles comptes |      |      |      |      |      |      |

## Administració
| Període   | Identitat          | Partit |
| --------- | ------------------ | ------ |
| 1935-1947 | Pierre Hilaire     |        |
| 1947-1965 | Pierre Bourbouloux |        |
| 1965-1989 | Emile Dupuy        |        |
| 1989-     | Jean-Jacques Dumas | UMP    |

## Agermanaments
- Sent Ibarç